# Marisa Coulter
Marisa Coulter er en fiktiv person i Philip Pullmans trilogi His Dark Materials. Hun beskrives som smuk og charmerende med sort hår. I serien bliver hun normalt kaldt fru Coulter. 

## Rolle i historien
Selvom hun virker meget charmerende, bliver det hurtigt afsløret, at hun har en mørkere, mere ildevarslende side. Hendes daimon er en gylden, behåret abe med sort ansigt og et anstrøg af ondskab. Hans navn oplyses ikke i Pullmans trilogi, men i BBC Radios lydversion af bogen kaldes han Ozymandias.
Coulter er lederen af en del af kirken, der er kendt som Disciplinærkommissionen (også kaldet "Snapperne" blandt jypsier og gadedrenge). Under Mrs. Coulters ledelse har Disciplinærkommissionen kidnappet børn fra Lyras verden i al hemmelighed, hvorefter de har brugt dem som "prøvekaniner" til deres eksperimenter i deres laboratorie i Bolvangar.
Disciplinærkommissionen mener, at de ved at skære børns daimoner væk kan forhindre børn i at kende til synd.
Coulter er en enke, som arbejder for den katolske kirke. Hun havde en affære med Lord Asriel, mens hun var gift med Edward Coulter, som senere bliver dræbt af Lord Asriel. Seriens hovedperson, Lyra Belacqua, er faktisk fru Coulter og Lord Asriels barn.
Senere i serien opdager Coulter kirkens sande intentioner: at dræbe Lyra. På dette tidspunkt er hun kommet til at elske pigen, så hun kidnapper hende og gemmer sig selv og Lyra i en grotte, hvor hun holder Lyra sovende ved hjælp af en drik, hun giver hende. Lyra flygter dog så snart, hun kan, da hun er begyndt at at hade og mistro fru Coulter.
Tæt ved slutningen af Ravkikkerten, retter Coulter op på sig selv og sine misgerninger, da hun og Lord Asriel giver deres liv for at dræbe regenten Metatron og redde Lyra, så hun i sikkerhed kan opfylde profetien og befri alle verdner for Autoritetens undertrykkelse.

## Versioner
- Emma Fielding spillede fru Coulter i BBC-versionen af His Dark Materials.
- Patricia Hodge spillede Marisa Coulter, da Englands National Theatre opførte stykket første gang, og Lesley Manville spillede Marisa Coulter anden gang.[1]
- Den 14. juli 2006 blev det annonceret, at Nicole Kidman skulle spille Coulter i filmversionen af, Det Gyldne Kompas, hvor hun fik selskab af Daniel Craig som Lord Asriel. Pullman havde tidligere indikeret, at han godt kunne tænke sig Kidman i rollen, men han spillede ingen rolle i casting-proceduren.[2]

## Desuden
- Coulter fik tredjepladsen i The Big Bad Read (oversat Den Store Stygge Læsning) afstemning. Hun kom ind efter Lord Voldemort og Sauron.